# 磁層頂極光全球探測器
磁層頂極光全球探測器（Imager for Magnetopause-to-Aurora Global Exploration）是美國太空總署的中型探測器任務，旨在研究地球磁層對太陽風變化的整體反應。
2000年3月25日20:34:43.929UTC，磁層頂極光全球探測器由三角洲2號運載火箭從范登堡空軍基地發射，任務為期兩年。將近六年後，磁層頂極光全球探測器在2005年12月的延長任務期間意外停止運行，被宣布失踪。磁層頂極光全球探測器是美國太空總署日地連接計畫的一部分，數據被用於在同行評審期刊上發表的400多篇研究文章 。磁層頂極光全球探測器配備了特殊的攝影機，為了解地球周圍等離子體的動態提供突破。首席研究員是西南研究所的吉姆·伯奇。
2018年1月，一名業餘衛星追蹤者發現磁層頂極光全球探測器正在向地球發送訊號。美國太空總署曾嘗試與磁層頂極光全球探測器進行通訊並確定其有效載荷狀態，但必須更新舊硬體和軟體以適應當前系統。2018年2月25日，磁層頂極光全球探測器再次失去聯繫，直到2018年3月4日才重新建立聯繫。2018年8月5日，訊號再次消失。如果恢復聯繫，NASA可能會決定資助重新啟動磁層頂極光全球探測器。